# Federación Agrícola de Castilla La Vieja
Federación Agrícola de Castilla La Vieja fue una institución para la defensa de los intereses agrícolas de las provincias de Castilla la Vieja y León.
Celebró su quinto congreso en la ciudad de León entre el 26 de setiembre y el 5 de octubre de 1906 con apoyo de la Diputación de León y el Ayuntamiento de León. Celebró otros congresos en Valladolid, Segovia, Salamanca y Logroño.

## Obras
1. ↑  5.º Congreso de la Federación Agrícola de Castilla La Vieja: León. León: Imprenta de la Diputación Provincial, 1906, p. 5
2. ↑  5.º Congreso de la Federación Agrícola de Castilla La Vieja: León. León: Imprenta de la Diputación Provincial, 1906, p. 6 y 13
3. ↑  5.º Congreso de la Federación Agrícola de Castilla La Vieja: León. León: Imprenta de la Diputación Provincial, 1906, p. 3-4

- Datos: Q5857017